# Grb Azerbajdžana
Grb Azerbajdžana miješa tradicionalne i moderne simbole. Fokus amblema je na simbolu vatre, koji je drevni simbol Azera i dolazi iz imena naroda.
Boje korištene na grbu su uzete s azerbajdžanske zastave. Nalaze se iza osmokrake zvijezde na kojoj je prikazan plamen. Zvijezda simbolizira osam grana turskih naroda, a iza svakog kraka zvijezde nalazi se mala osmokraka zvijezda.
Na dnu grba je snop pšenice, koji simbolizira glavni poljoprivredni proizvod zemlje. Na dnu je prikazan hrast.